# Museo della moda di Bath

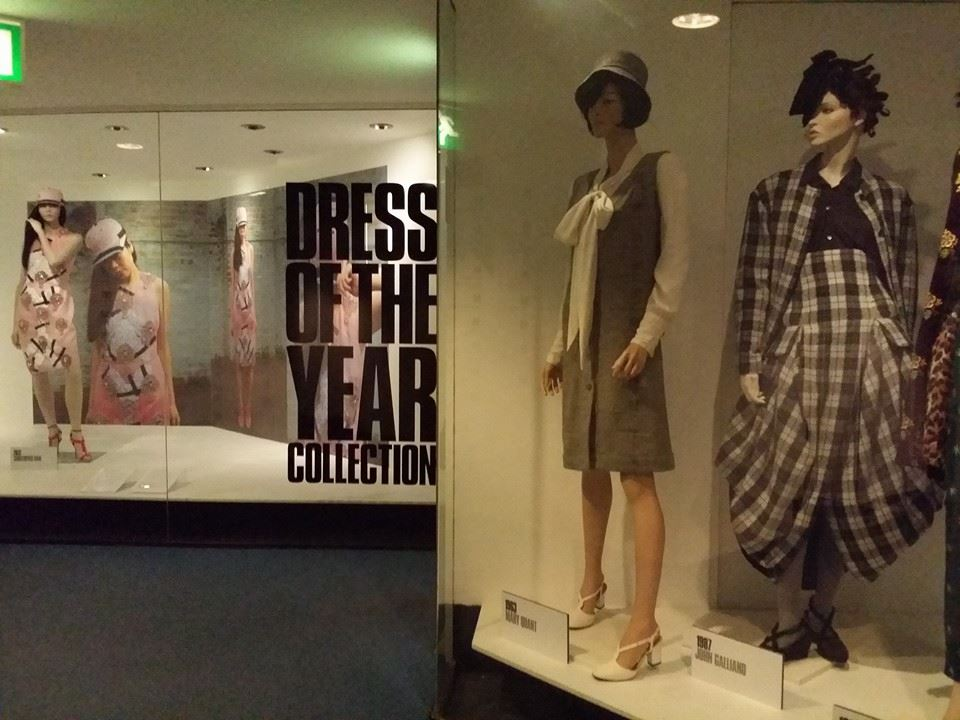
Mostra Dress of the Year al museo. Da sinistra a destra, abiti di Christopher Kane (2013), Mary Quant (1963), e John Galliano (1987)

Il Museo della moda  (noto prima del 2007 come il Museo del costume) documenta la storia della moda attraverso una collezione di abiti contemporanei e storico. È ospitato nelle Camere dell'Assemblea a Bath, Somerset, in Inghilterra.
La collezione è stata avviata dalla storica di moda femminile Doris Langley Moore, che donò la sua collezione alla città di Bath nel 1963. Essa possiede circa 100.000 oggetti che vanno dal periodo georgiano ad oggi.
Ogni anno, durante il premio Dress of the Year gestito dal museo, un esperto di moda è invitato a scegliere un abito  - che rappresenta la novità più importante della moda contemporanea - per entrare nelle collezioni del museo.